# Cédric Simba
Cédric Kinzumbi Simba (Spielername: Cédric Tsimba; * 5. August 1984 in Kinshasa, Zaïre) ist ein ehemaliger Schweizer Fussballspieler kongolesischer Herkunft. 
Nach diversen Stadien in der Schweiz und zwei Saisons in Österreich, beendete er seine Karriere 2021 im Alter von 36 Jahren.

## Fussnoten
1. ↑  Auf Grund eines Tippfehlers im Spielerpass in der Jugend spielt Cédric Kinzumbi Simba auch heute noch als Cédric Tsimba.

| Personendaten    | Personendaten                          |
| ---------------- | -------------------------------------- |
| NAME             | Simba, Cédric                          |
| ALTERNATIVNAMEN  | Simba, Cédric Kinzumbi; Tsimba, Cédric |
| KURZBESCHREIBUNG | Schweizer Fussballspieler              |
| GEBURTSDATUM     | 5. August 1984                         |
| GEBURTSORT       | Kinshasa, Zaïre                        |